# Mistrzostwa Polski w Łyżwiarstwie Szybkim na Dystansach 1988
2. Mistrzostwa Polski w Łyżwiarstwie Szybkim na Dystansach 1988 odbyły się w dniach 18–21 grudnia 1987 roku na torze Pilica w Tomaszowie Mazowieckim.

## Kobiety
| Konkurencja | 1. miejsce                          | Rezultat | 2. miejsce                          | Rezultat | 3. miejsce                         | Rezultat |
| 500 m       | Erwina Ryś-Ferens Marymont Warszawa | 43.81    | Zofia Tokarczyk AZS Zakopane        | 44,10    | Wioletta Szustak Marymont Warszawa | 45,48    |
| 1000 m      | Zofia Tokarczyk AZS Zakopane        | 1:28,21  | Erwina Ryś-Ferens Marymont Warszawa | 1:29,31  | Ewa Borkowska Marymont Warszawa    | 1:32,32  |
| 1500 m      | Erwina Ryś-Ferens Marymont Warszawa | 2:21,32  | Ewa Borkowska Marymont Warszawa     | 2:24,82  | Zofia Tokarczyk AZS Zakopane       | 2:26,36  |
| 3000 m      | Erwina Ryś-Ferens Marymont Warszawa | 4:45,80  | Małgorzata Tomporowska Orzeł Elbląg | 4:51,59  | Ewa Borkowska Marymont Warszawa    | 4:57,09  |
| 5000 m      | Małgorzata Tomporowska Orzeł Elbląg | 8:14,33  | Erwina Ryś-Ferens Marymont Warszawa | 8:24,70  | Ewa Borkowska Marymont Warszawa    | 8:44,70  |

## Mężczyźni
| Konkurencja | 1. miejsce                                | Rezultat | 2. miejsce                                | Rezultat | 3. miejsce                                | Rezultat |
| 500 m'      | Jerzy Dominik Legia Warszawa              | 40,16    | Tomasz Jankowski Legia Warszawa           | 40,17    | Grzegorz Baran Legia Warszawa             | 41,01    |
| 1000 m      | Jerzy Dominik Legia Warszawa              | 1:21,94  | Piotr Krysiak SKŁ Górnik Sanok            | 1:22,20  | Tomasz Jankowski Legia Warszawa           | 1:23,05  |
| 1500 m      | Piotr Krysiak SKŁ Górnik Sanok            | 2:03,98  | Andrzej Józwik Pilica Tomaszów Mazowiecki | 2:05,75  | Piotr Diduch Pilica Tomaszów Mazowiecki   | 2:06,51  |
| 5000 m      | Piotr Krysiak SKŁ Górnik Sanok            | 7:31,87  | Andrzej Józwik Pilica Tomaszów Mazowiecki | 7:32,06  | Jaromir Radke Pilica Tomaszów Mazowiecki  | 7:33,58  |
| 10 000 m    | Andrzej Józwik Pilica Tomaszów Mazowiecki | 16:00,00 | Roman Derks Olimpia Elbląg                | 16:04,47 | Marek Łakomski Pilica Tomaszów Mazowiecki | 16:04,64 |